# Deportivo Cali Femenino
El Deportivo Cali Femenino, más conocido como Deportivo Cali, es la sección de fútbol femenino de la Asociación Deportivo Cali. Perteneciente a la ciudad de Cali, capital del departamento de Valle del Cauca. cuyo primer equipo actualmente milita en Liga Profesional Femenina de Fútbol de Colombia, la máxima competición de fútbol femenino en Colombia.

## Historia
El Deportivo Cali rechazó participar de la primera temporada del fútbol profesional femenino en Colombia aduciendo no poder mantener económicamente dos equipos. Para la temporada 2018 la División Mayor del Fútbol Colombiano (Dimayor) exigió que todos los equipos colombianos deberían tener una plantilla femenino o no podría participar en torneos internacionales, decisión que fue aplazada hasta la temporada 2019.
Las exigencias, tanto de la Dimayor como de la Conmebol en este sentido, llevaron a la formación del equipo femenino del Deportivo Cali de cara a la temporada 2019 como exigencia para poder participar en torneos internacionales como la Copa Sudamericana 2019, a la cual la plantilla masculina tenía cupo por su posición final en la reclasificación del año 2018. El 30 de junio de 2018 el equipo organiza el primer «Festival de Fútbol Femenino Deportivo Cali» con la finalidad de acercar posibles jugadoras y organizar la cantera femenina. Para ello se realizaron encuentros y cuadrangulares entre los diferentes equipos satélites y la propia Academia de Fútbol femenino que la institución ya tenía y que participaba en el torneo Difútbol. A la formación de la plantilla femenina contribuyó la Escuela Carlos Sarmiento Lora.
El jueves 23 de mayo de 2019 se confirma la participación del conjunto azucarero. El 10 de julio fue presentada oficialmente la plantilla, debutando el 14 de julio con victoria sobre el Atlético F.C.

## Jugadoras

### Altas y bajas 2025
| Altas                  | Altas         | Altas                         | Altas |
| Jugadora               | Posición      | Procedencia                   | Tipo  |
| ---------------------- | ------------- | ----------------------------- | ----- |
| Andrea Vera            | Portera       | Independiente del Valle       |       |
| Paula Montañez         | Portera       | Club Llaneros FC              |       |
| Ana María Fisgativa    | Defensa       | Club Nacional de Football     |       |
| Angie Salazar          | Defensa       | Club Olimpia                  |       |
| Zharik Yuliana Montoya | Mediocampista | Real Santander                |       |
| Loren Sanchez          | Mediocampista | Club Llaneros FC              |       |
| Alejandra Jurado       | Mediocampista | Escuela Carlos Sarmiento Lora |       |
| Jessica Muñoz          | Delantera     | Club Llaneros FC              |       |
| Lorena Cobos           | Delantera     | Club Llaneros FC              |       |
| Belkis Johana Niño     | Delantera     | Real Santander                |       |

| Bajas                | Bajas         | Bajas              | Bajas           |
| Jugadora             | Posición      | Destino            | Tipo            |
| -------------------- | ------------- | ------------------ | --------------- |
| Jimena Ospina        | Portera       | Atlético Nacional  | Fin de contrato |
| Lilihoski García     | Portera       | Agente Libre       | Fin de contrato |
| Cristina Ríos        | Portera       | Biavo FC           | Fin de contrato |
| Katherine Castillo   | Defensa       | Inter Panamá CF    | Fin de contrato |
| Maria Camila Giraldo | Defensa       | Once Caldas        | Fin de contrato |
| Juana Ortegón        | Mediocampista | Millonarios FC     | Fin de contrato |
| Mariana Valencia     | Mediocampista | Agente Libre       | Fin de contrato |
| Manuela Paví         | Delantera     | West Ham United FC | Fin de contrato |

## Palmarés

### Torneos nacionales
| Competición nacional             | Títulos     | Subtítulos |
| -------------------------------- | ----------- | ---------- |
| Liga Profesional Femenina (2/1): | 2021, 2024. | 2022.      |